# 薩普卡伊侯爵森巴場

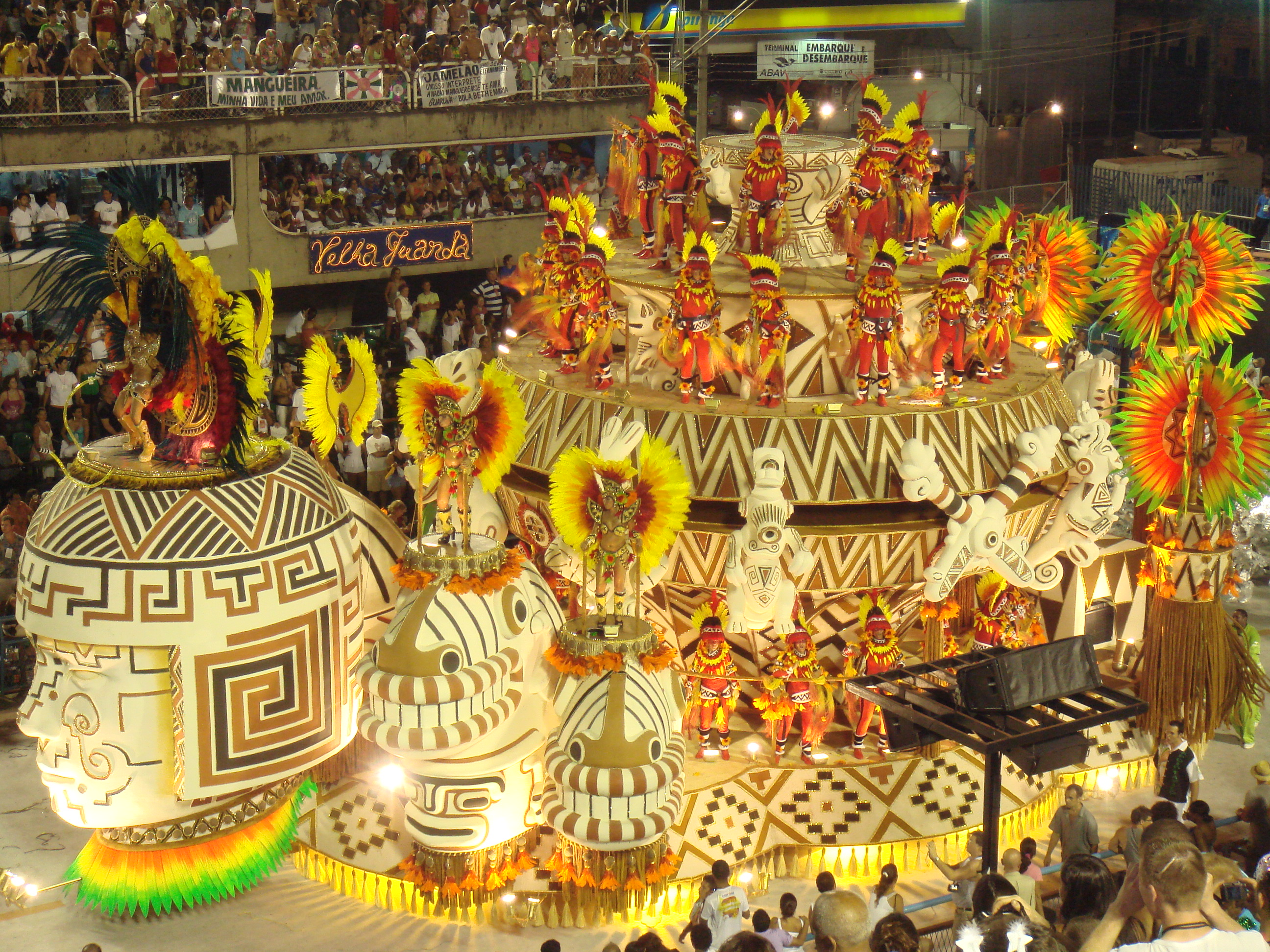
里約嘉年華的花車正在經過森巴場

薩普卡伊侯爵森巴場（葡萄牙語：Sambódromo da Marquês de Sapucaí），或稱達西·里貝羅教授走秀場（Passarela Professor Darcy Ribeiro）、森巴場（Sambódromo），是位於巴西里約熱內盧市中心的特別遊行區。每年里約嘉年華期間，來自各間森巴學校的成員在此遊行，吸引了成千上萬名遊客前來觀賞。

## 2016年夏季奧林匹克運動會
此處被選定為2016年夏季奧林匹克運動會和2016年夏季帕拉林匹克運動會的比賽場館之一。奧運會的射箭、田徑馬拉松賽事以及帕運會的射箭比賽將於此進行。
為了舉辦上述體育賽事，在不違背原建築師奧斯卡·尼邁耶的對稱設計下，增加了觀眾座位，大約達到18,000個坐席。2012年2月7日，森巴場舉行重啟典禮，里約市長愛德華多·佩斯和奧斯卡·尼邁耶兩人也都出席。

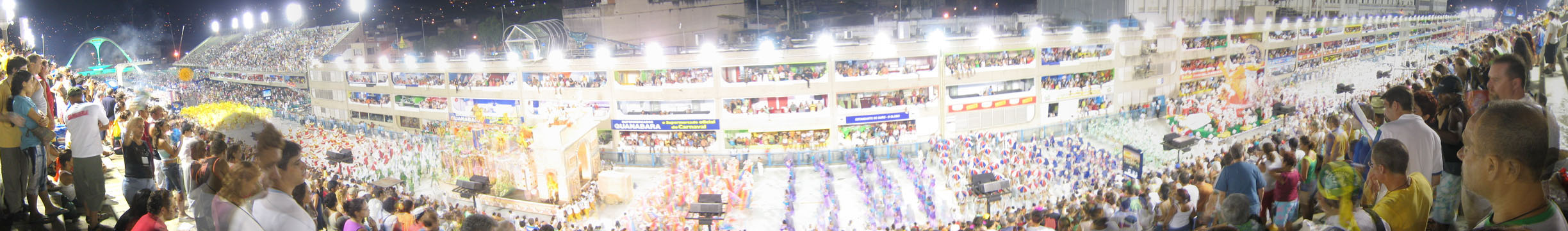
嘉年華遊行隊伍由右向左前進